# Monasterio de Franciscanas Concepcionistas de San Luis (Burgos)
El monasterio de Franciscanas Concepcionistas de San Luis de Burgos es un cenobio de monjas concepcionistas, popularmente conocidas en la ciudad como Luisas, sito en el paseo de los Pisones de la capital burgalesa (Comunidad de Castilla y León, España). 

## Historia
El primer monasterio fue fundado en 1526 en Santa Gadea del Cid, cerca del Monasterio del Espino, por obra del Adelantado de Castilla don Antonio de Padilla y su mujer doña Inés Enríquez. En el año 1589 el arzobispo de Burgos don Cristóbal Vela autorizó su traslado a la capital burgalesa, instalándose provisionalmente en la calle de la Puebla y de manera definitiva en la Vega.
Durante la Guerra de la Independencia de 1808 el monasterio fue parcialmente destruido y las monjas no pudieron volver a establecerse en la Vega hasta 1814. 
En 1868 el monasterio fue cerrado y la mayor parte de sus monjas se refugió en el convento de las Clarisas. El edificio fue convertido en Hospicio Provincial entre 1869 y 1872, año en el que pudieron volver las religiosas al monasterio.
Debido a la urbanización de la zona de Vega, la Comunidad se trasladó el 18 de agosto de 1941 a su sede actual, en el paseo de los Pisones de Burgos (en un edificio que fue anteriormente cuartel).
Estas monjas dirigieron un colegio para niños pobres entre 1894 y 1946, año en que adoptaron la estricta clausura papal.
El monasterio cuenta con un interesante archivo.

## Horario de ceremonias religiosas
- Laborables: misa a las 8:30 horas.
- Festivos: misa a las 10:30 horas.